# Renaissance Technologies
Renaissance Technologies LLC (auch RenTech oder RenTec) ist eine US-amerikanische Investmentgesellschaft mit Sitz in New York City und Long Island, die 1982 durch den Mathematiker James Simons gegründet wurde und deren Hedgefonds ein verwaltetes Vermögen von 70 Mrd. US-Dollar (Stand 2020) aufweisen. Der Medallion Fund, mit einem verwalteten Vermögen von rund 10 Mrd. US-Dollar, gilt als der profitabelste Hedgefonds aller Zeiten und ist ausschließlich für Mitarbeiter von Renaissance Technologies zugänglich.
Von 2010 bis 2017 wurde sie von Robert Mercer und Peter Brown geleitet, seit 2018 führt Brown allein die Geschäfte. Insgesamt beschäftigt das Unternehmen rund 300 Mitarbeiter.

## Geschichte
Im Jahr 1989 entwickelte Simons zusammen mit Elwyn Berlekamp neue Algorithmen für den zuletzt wenig erfolgreichen Medaillon Fund, die auf wesentlich schnellere Transaktionen ausgerichtet waren als bislang üblich (Hochfrequenzhandel). Schon im folgenden Jahr machte der Fonds einen Gewinn von 55 %. Simons engagierte weitere hochqualifizierte Mathematiker, um die Berechnungen fortlaufend zu optimieren. Seit 1993 sind nur noch Mitarbeiter von Renaissance an dem Fonds beteiligt, der regelmäßig außerordentliche Gewinne erwirtschaftet und nur selten ganz geringe Verluste verzeichnet.